# Pokus o vojenský převrat v Turecku 2016
Neúspěšný pokus o vojenský převrat v Turecku byl zahájen tureckou armádou 15. července 2016 večer a již po několika hodinách skončil porážkou pučistů. Následovala odpověď Erdoğanovy administrativy v podobě rozsáhlých čistek, při kterých bylo více než 160 000 lidí propuštěno nebo postaveno mimo službu a 50 000 lidí skončilo ve vězení.

## Pozadí
Důvody, které mluvčí Turecké mírové rady uvedli jako důvody zorganizování puče, byla eskalace terorismu v zemi, represe proti opozičním politickým stranám a kurdské populaci na východě země. Dále se iniciátoři silně ohradili proti Erdoğanovu upevňování moci a jeho návrhu změny politického uspořádání Turecka na prezidentskou republiku.

## Průběh
Ve večerních hodinách v pátek 15. července 2016 do ulic Istanbulu a hlavního města Ankary vstoupily vojenské jednotky. Prvními kroky bylo obsazení obou mostů vedoucích přes Bospor a mezinárodního Atatürkova letiště. Premiér Binali Yıldırım téměř okamžitě označil akce za pokus o puč. Podle agentury Reuters tanky obklíčily parlament a zahájily palbu. Střelba zaznívala také u prezidentského paláce, policejního ústředí, generálního štábu a rozvědky. V nízkých výškách nad Istanbulem a Ankarou vysokou rychlostí přelétaly stíhací letouny F-16 perutí č. 141, 143 a 181 převážně ze 4. základny bojového letectva Akıncı u Ankary, které také zaútočily řízenými pumami GBU-10 na několik vládních budov, včetně sídla Velkého národního shromáždění a společnosti Türksat.
Podle televize CNN později zazněl výbuch u státní televize TRT, ta už předtím odvysílala prohlášení pučistů, že armáda přebírá vládu nad zemí, a pak přestala vysílat. Vzbouřenci v prohlášení uvedli, že přebírají moc kvůli rostoucí autokratičnosti současného režimu, narušení vlády sekulárního práva a zvýšené hrozbě terorismu. Slíbili i novou ústavu. Později v noci agentura Reuters uvedla, že televize TRT vysílání obnovila.
Pučisté zadrželi náčelníka generálního štábu turecké armády Hulusiho Akara. Generální štáb byl obsazen a média hlásila, že povstalci v něm zadržují rukojmí.

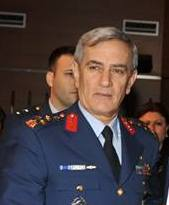
Bývalý vrchní velitel tureckého letectva Akın Öztürk byl zatčen v souvislosti s pokusem o převrat

Prezident Recep Tayyip Erdoğan, tou dobou na dovolené v jihozápadním Turecku, označil převrat jako útok proti demokracii a vyzval všechny své sympatizanty k tomu, aby vyšli do ulic navzdory armádou vyhlášenému zákazu vycházení. Výzvy k vyjití do ulic se ozývaly i z mešit po celém Istanbulu. Na tamním Taksimském náměstí se sešlo shromáždění obyvatel na podporu prezidenta. Vojáci na některých místech zahájili palbu na davy prezidentových příznivců a zabili větší množství lidí.
Před 2. hodinou ranní SELČ turecké tajné služby i speciální jednotky uvedly, že puč byl odražen. Premiér rovněž prohlásil, že vládní síly mají situaci převážně pod kontrolou. Vyhlásil bezletovou zónu nad Ankarou, poté co se pučisté zmocnili vrtulníků, z nichž některé byly sestřeleny vládními stíhačkami F-16 a časně ráno 16. července stíhací bombardéry F-4E 111. peruti z 1. základny bojových letounů Eskişehir bombardovaly vzletové a přistávací dráhy základny Akıncı, aby znemožnily vzlet povstaleckých pilotů. V budově parlamentu se ozvaly další dva výbuchy, podle agentury Reuters se uvnitř stále skrývali poslanci.
Vláda z bezpečnostních důvodů zpomalila internet a zablokovala přístup na sociální sítě. Správci Twitteru potvrdili zpomalení, ne však zablokování.
Úřady před půl třetí ráno potvrdily přistání prezidenta Erdoğana v Istanbulu. Po třetí hodině ranní SELČ turecká bezpečnostní služba MIT ohlásila, že puč byl poražen a 130 povstaleckých vojáků se vzdalo policii a armádě věrné prezidentovi. Po převzetí kontroly nad Atatürkovým letištěm prezident Erdoğan z Istanbulu prohlásil, že iniciátoři puče budou souzeni za vlastizradu a zaplatí „vysokou cenu”.
V ranních hodinách 16. července bylo na mostě vedoucím přes Bosporskou úžinu zajato provládními sympatizanty několik pučistů, které dav na místě bez lítosti bil tyčemi, pásky a lynčoval je. Někteří z pučistů tvrdili, že byli do této akce zapojeni nevědomě, jelikož jim prý velitelé sdělili, že jde pouze o vojenské cvičení.
Podle tureckého ministerstva zahraničí při pokusu o puč zahynulo 290 lidí, z toho 100 samotných pučistů.

## Odpověď režimu
V sobotu 16. července média za hlavní iniciátory pokusu o puč označila generála a bývalého vrchního velitele letectva Akına Öztürka a šéfa výcviku pozemních vojsk Metina İyidila.
Okamžitě po potlačení pokusu o puč prezident Erdoğan uvedl, že v reakci na pokus o převrat proběhnou v armádě důkladné čistky. Došlo k masivnímu zatýkání – během několika hodin bylo zatčeno více než 1500 vojáků, pět generálů a 29 plukovníků bylo sesazeno. Ze svých funkcí bylo ihned odvoláno 2745 soudců a státních zástupců a byly vydány zatykače i na další desítky soudců a státních zástupců. Své funkce museli opustit také dva ústavní soudci, deset členů Státní rady a pět členů Vysoké rady soudců a státních zástupců. Podle šéfa soudcovských odborů Mustafa Karadaga policie zatýká nejen soudce a státní zástupce podezřelé z účasti na pokusu o převrat, ale i kritiky režimu, kteří s vojenským pučem nemají nic společného.
Prezident Erdoğan označil za strůjce pokusu o převrat svého odpůrce, duchovního Fethullaha Gülena, který žil ve Spojených státech, a požádal o jeho vydání do Turecka. Ten však pokus o puč odsoudil a odmítl, že by s ním měl něco společného a navíc uvedl, že není vyloučeno, že byl puč zinscenovaný samotným prezidentem.
Organizace Amnesty International upozornila na mučení údajných strůjců puče, na jejich bití a znásilňování, na odpírání jídla, vody, lékařské péče i kontaktu s rodinou a právníky. Podle AI věznění nevědí, ani z čeho jsou obviněni, a Turecko tak porušuje právo na spravedlivý soud zaručené v jeho vlastním zákoníku i v mezinárodním právu.
Podle novinářské asociace bylo zatčeno přes 150 novinářů.

### Výjimečný stav
Dne 20. července vyhlásil prezident Erdoğan výjimečný stav na následující tři měsíce, což povoluje turecká ústava v případě vážného narušení veřejného pořádku v zemi nebo pokud násilné činy ohrožují svobodu a demokracii. Dle agentury DPA může díky tomu prezident Erdoğan vládnout pomocí dekretů, může být omezeno či pozastaveno právo shromažďovací nebo svoboda slova.

### Represe ve školství
Turecké ministerstvo školství 19. července propustilo 15 200 svých zaměstnanců a 21 tisícům učitelů ze soukromých institucí odebralo licence. Turecká vysokoškolská rada (YÖK) nařídila 1577 děkanům státních i soukromých univerzit v Turecku podání rezignaci. 20. července tato rada zakázala všem akademickým pracovníkům cestovat do zahraničí, a to až do odvolání.
Prvním dekretem po vyhlášení výjimečného stavu nařídil Erdoğan uzavření 1043 soukromých škol, 1229 spolků a nadací, 19 odborových svazů, 15 univerzit a 35 zdravotnických zařízení s tím, že tyto instituce jsou údajně podezřelé ze styků s Fethullahem Gülenem, kterého Erdoğan označuje za údajného strůjce neúspěšného převratu.

### Přejmenovaná místa
Několik míst bylo přejmenováno na památku neúspěšného převratu:
- Boğaziçi Köprüsü (Bosporský most) → 15 Temmuz Şehitler Köprüsü
- Kızılay Meydanı → 15 Temmuz Kızılay Demokrasi Meydanı[26]
- Ahmet Taner Kışlalı Meydanı → 15 Temmuz Milli İrade Meydanı (O několik dní později vráceno k původnímu názvu)[27]
- Büyük İstanbul Otogarı → İstanbul 15 Temmuz Demokrasi Otogarı[28]
- V TRT, Yeni Haber Stüdyosu → 15 Temmuz Millet Stüdyosu[29]
- Kazan → Kahramankazan díky odporu místních obyvatel provincie proti pučistům. Kahraman znamená „hrdina“ v turečtině
- Niğde University → Niğde Ömer Halisdemir University

V roce 2018 se istanbulská městská rada rozhodla změnit názvy celkem 90 ulic, které obsahovaly slova, která by mohla být spojena s FETÖ.

### Muzeum

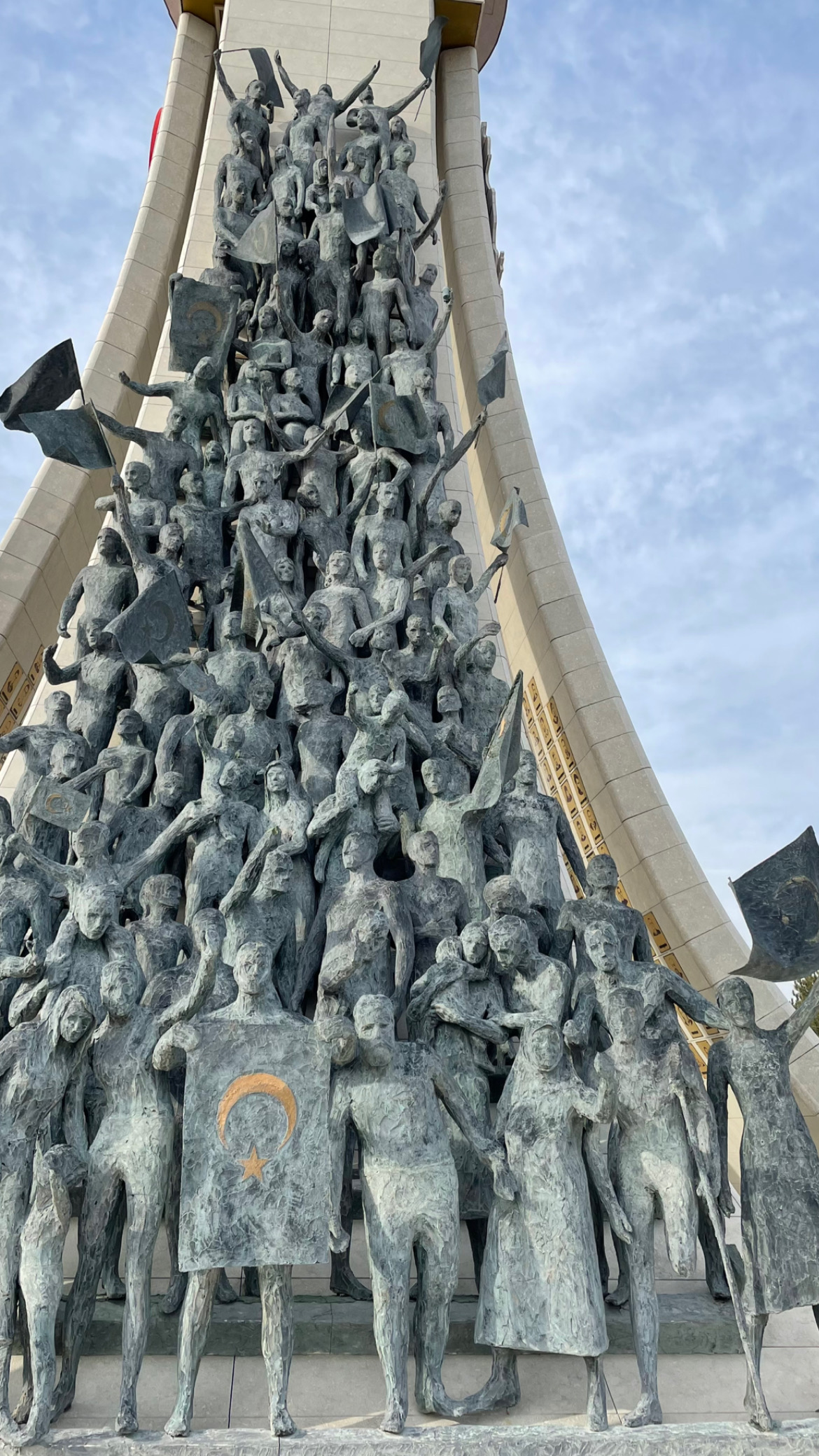
Památník mučedníků 15. července v prezidentském komplexu

V dubnu 2017 bylo oznámeno, že prezident Erdoğan plánuje zřídit účelové muzeum věnované událostem převratu, nazvané „Muzeum 15. července: mučedníci a demokracie“, které se bude nacházet v Kahramankazanu, městě nedaleko Ankary. Bylo zaplaceno z fondů tureckého ministerstva kultury. Jeho otevření bylo plánováno na konec roku 2018, ale nakonec bylo otevřeno v prosince 2019.

## Mezinárodní reakce
Letecké společnosti začaly v průběhu noci odklánět nebo vracet své lety do Turecka.
- Řecko podpořilo demokraticky zvolenou vládu a svolalo zasedání generálního štábu.[33]
- Americký ministr zahraničí John Kerry vyjádřil obavy k situaci v Turecku a doufá ve „stabilitu, mír a plynulý vývoj situace“.[8] Prezident Barack Obama vyzval turecký lid, aby zůstal věrný demokraticky zvolené vládě.[1]
- Ruský ministr zahraničí Sergej Lavrov nabádal obě strany k „zabránění krveprolití“.[34]
- V hlavním městě Damašku ovládaném prezidentem Bašárem Asadem, jemuž byl turecký prezident výrazným oponentem, přivítala turecký puč řada obyvatel v ulicích.[6]
- Íránský ministr zahraničí Mohammad Džavád Zaríf vyjádřil hluboké znepokojení, země patrně uzavřela hranice s Tureckem a posílila bezpečnost.[6]
- Bulharsko také po Íránu posílilo ostrahu svých hranic.[1]
- Ministerstvo zahraničí vyzvalo české občany v Turecku, aby nevycházeli do ulic a sledovali zpravodajství. Lidi plánující cestu do Turecka vyzvalo, aby prozatím cestu nerealizovali a vyčkali dalšího vývoje.[35] Ministr Zaorálek na sobotu 16. července svolal krizový štáb.[1]
- Generální tajemník NATO Jens Stoltenberg vyzval Turecko k respektování ústavy a demokratických institucí.[1]

Server WikiLeaks uveřejnil na 300 tisíc emailů pocházejících z domény turecké vládní Strany spravedlnosti a rozvoje (AKP). Zveřejněné e-maily pocházejí z rozmezí roku 2010 až počátku července 2016. WikiLeaks dokumenty uveřejnila v reakci na rozsáhlé čistky v armádě, justici a školství, ke kterým turecká vláda přistoupila po zmařeném pokusu o vojenský převrat. Turecký regulátor internetu přístup ke stránce WikiLeaks v Turecku zablokoval.